# Wyżyna Wschodnioafrykańska
Wyżyna Wschodnioafrykańska – rozległy obszar wyżynny w Afryce Wschodniej, głównie na terytorium Tanzanii, Kenii, Ugandy, Burundi, Rwandy, Etiopii i Somalii; częściowo również Mozambiku, Zambii, Malawi i Demokratycznej Republice Konga; około 4 mln km² powierzchni.
Wyżyna obejmuje Wyżynę Abisyńską, rozległą nieckę z Jeziorem Wiktorii, Wielkie Rowy Afrykańskie (Wielki Rów Zachodni i Wielki Rów Wschodni) oraz pas nizin nadbrzeżnych nad Oceanem Indyjskim (Nizina Somalijska, Nizina Mozambicka).